# ژان پیا
ژان پیا (به فرانسوی: Jean Piat) زاده ۲۳ سپتامبر ۱۹۲۴ در لانوا فرانسه بازیگر، نویسنده و دوبلور فرانسوی بود.
عضو افتخاری کمدی-فرانسز و شناخته شده برای ایفای نقش شوالیه آنری دو لاگاردر و همچنین روبر دارتوا در سلاطین نفرین شده
، اثر موریس دروئون
در حرفه دوبله یکی از هنرمندان شناخته‌شدهبا صدایی قدرتمند و آشنا در اجرای صدای گاندالف در مجموعه فیلم‌های ارباب حلقه‌ها، هابیت، صداگذاری اِسکار در شیرشاه و شخصیت فرولو در گوژپشت نتردام و پیتر اوتول در لورنس عربستان.
در اجرای نمایشنامه‌های تئاترال بیش از چهارصد بار ایفای نقش نمایشنامه سیرانو دو برژراک.
وی در سپتامبر ۲۰۱۸ در پاریس فرانسه در سن ۹۳ سالگی درگذشت و در گورستان مون‌پارناس به خاک سپرده شد.
حاصل ازدواج ژان پیا و همسرش فرانسواز انگل دو دختر بنام‌های دومینیک و مارتین است. فرانسواز انگل در سال ۲۰۰۵ درگذشت و فرانسواز دورن، ترانه‌سرا، نویسنده و بازیگر اهل فرانسه تا زمان مرگش در سن ۸۹ سالگی با ژان پیا زندگی کرد و هفت ماه پیش از ژان درگذشت.
ژان پیا نشان لژیون دونور را در سال ۱۹۹۹، نشان درجه یک هنر و ادبیات را درسال ۲۰۰۲ و صلیب بزرگ مدال ملی افتخار را در سال ۲۰۱۲ دریافت نمود.
ژان پیا در سال ۲۰۰۲ ریاست هجدهمین دوره مراسم جایزه مولیر را بعهده داشت.

## واژه‌نامه
1. ↑  Lannoy
2. ↑  Comédie-Française
3. ↑  Robert d'Artois
4. ↑  Maurice Druon
5. ↑  Scar
6. ↑  Frollo
7. ↑  Peter Seamus Lorcan O'Toole
8. ↑  Françoise Engel
9. ↑  Françoise Dorrin